# سباق طواف فرنسا 1999
سباق طواف فرنسا 1999 من سلسلة سباقات سباق طواف فرنسا. أقيم هذا السباق في تاريخ 3 يوليو - 25 يوليو، 1999 على 20+Prologue مراحل. بعد مرور 91 ساعة و32 دقيقة و16 ثانية وبعد طي 3690.8 كم بمتوسط 40.277 كم في الساعة فاز بالميدالية الذهبية لانس آرمسترونج من الولايات المتحدة، فيما حصد أليكس زوللي من سويسرا الميدالية الفضية، وكانت الميدالية البرونزية من نصيب فيرناندو إسكارتين من إسبانيا.

## الميداليات
| ذهب                               | فضة                  | برونز                       |
| لانس آرمسترونج - الولايات المتحدة | أليكس زوللي - سويسرا | فيرناندو إسكارتين - إسبانيا |